# Чорней Юрій Ілліч
Чорней Юрій Ілліч (нар. 18 вересня 1970, Чернівці) — журналіст, літератор, історик. Автор документального роману «Вернон Кресс. Життя під прикриття». Старший лейтенант Збройних сил України.

## Біографія
Закінчив спеціалізовану (з поглибленим вивченням англійської мови) СШ № 9 ім. Панаса Мирного (м. Чернівці, 1987).
Навчався на історичному факультеті Чернівецького державного університету імені Юрія Федьковича, який закінчив із відзнакою у 1993 році. Спеціалізувався з вивчення історії країн Східної Європи. Учасник молодіжного протестного суспільного руху кінця 80-х – початку 90-х років у Чернівцях, який сприяв історичним перетворенням у Східній Європі, призвів до розвалу Радянського Союзу й проголошення незалежності України.  Член Народного Руху України з 1990 року.
1993-1995 — провідний науковий співробітник Чернівецького музею буковинської діаспори;
1995-1997 — консультант в інформаційно-аналітичному відділі апарату Чернівецької облради та управлінні регіональної політики Чернівецької ОДА;
1997-2002 — викладач історії у чернівецьких ліцеї № 1 та гімназії № 4;
2002-2012 — завідувач кореспондентської мережі, заступник головного редактора громадсько-політичної газети «Доба» (Чернівці);
Один із засновників і авторів інтернет-порталу БукІнфо, з яким співпрацював у 2003-2005 роках.
Засновник (2005) і чинний редактор інтернет-порталу «BukNews: Всі новини Буковини».
Одночасно у 2003–2006 роках — кореспондент «Часу новин» на радіо «Niko-FM» (згодом «Радіо 5») та «Львівської газети» у Чернівецькій області.
У 2007-2010 роках співпрацював з «Релігійно-інформаційною службою України» (РІСУ).
Член Національної спілки журналістів України з 2005 року. 
Мобілізований до ЗСУ.  Військове звання – старший лейтенант. 

## Вибрані публікації
- Друкувався у журналах «Всесвіт», "Книжник-review, «Віче», «Український театр», інтернет-виданні «Українська правда», газетах «Україна молода», «Дзеркало тижня» та інших. Спеціалізується на висвітленні суспільно-політичної, соціально-економічної та популярної тематики. Упорядник третьої розширеної редакції повісті "Первая жизнь" письменника Вернона Кресса.
- Автор документального роману "Вернон Кресс. Життя під прикриттям".  УДК    929 Кресс+94(477.85)(092)              Ч-75  Чорней Юрій  Ч-75    Вернон Кресс. Життя під прикриттям / Юрій Чорней. – Чернівці: Наші книги, 2020. – 944 с. ; фото.  ISBN 978-966-482-056-8
- Наталя Яковенко: «Історику не дано пізнати світ таким, яким він був насправді…». — Дзеркало тижня. — № 3, 2003.
- «Заморожена» пам'ять. — Дзеркало тижня. — № 47, 19 листопада 2004.
- Детектив із Біблією. — «Дзеркало тижня. Україна» № 22, 2006.
- Данаїдині діти… — Дзеркало тижня.- № 47, 2007.
- ГАЕС спотикання. — Дзеркало тижня. — № 13, 2008.
- Гулагівський романтик Петер Демант. — Дзеркало тижня. — № 34, 2008.
- Донкіхоти на колесах. — Доба. — № 25 (605), 2008 року.
- Біблійний фінал.- «Дзеркало тижня. Україна» № 24, 2008.
- Музейний лаборант Петер Демант.- «BukNews: Всі новини Буковини».–2013
- Звичайне диво. — «BukNews: Всі новини Буковини».– 2012.
- Пігулка в мишоловці.– Доба. — № 26 (813), 2012.
- Був місяць грибень… — Доба.- № 24 (811), 2012.
- Спільне безсилля? — Віче № 21, — 2009.
- - Спільне безсилля.- Доба. — № 9 (641),2009.
- Без вітру в голові… — Доба. — № 47 (627), 2008.
- Промисел Господній: буковинське православ'я між Києвом, Константинополем, Москвою і Бухарестом. — РІСУ (www.risu.org.ua).- 2010.
- Хто отруїв чернівецьких дітей?.–"BukNews: Всі новини Буковини".- 2009.
- Сухота.– Доба. — № 40 (672), 2009.
- «Калінінградський варіант» для Буковини.- «BukNews: Всі новини Буковини».- 2012.
- Собі — майбутнє, дітям — черги. — Доба. — № 44 (779), 2011.
- Газовий вихлоп. — Дзекрало тижня. — № 27, 2011.
- Черемоська гребля. — Доба. — № 22 (757), 2011.
- Газанемо?!.-BukNews: Всі новини Буковини".- 2011.
- Дунайська відмичка для віце-прем'єра.- «BukNews: Всі новини Буковини».- 2011.
- Де ви, горобці дитинства? — Український лісовод.- 2010.

## Нагороди та відзнаки
- Медаль «Захиснику Вітчизни» (6 червня 2025) — за вагомий особистий внесок у розвиток вітчизняної журналістики та інформаційної сфери, мужність і самовідданість, виявлені під час висвітлення подій повномасштабного вторгнення Російської Федерації на територію України, багаторічну сумлінну працю[1].
- Відзнака Комітету з присудження премії імені Шолом-Алейхема (Державне агентство України з питань мистецтв та мистецької освіти)
- за документальний роман "Вернон Кресс. Життя під прикриттям" (2022).
- Перший лауреат Муніципальної відзнаки імені Антона Кохановського (м.Чернівці) у номінації «Журналістська знахідка року» (2015).
- Диплом «ВОТУМ»[2] (2010)
- Лауреат Всеукраїнської премії імені Івана Франка у галузі інформаційної діяльності (2009);

- Переможець Всеукраїнського конкурсу (2009) «Топ-енергоефективність» у номінації «Найкраще висвітлення теми енергоефективності в ЗМІ»;

- Дипломант Всеукраїнського конкурсу (2009) «Репортери надії в Україні»[3]
- Диплом (2008) за підтримку гуманітарних проектів Служби безпеки України із відновлення історичної пам'яті українського народу;
- Відзнака «Лицар слова»[4] (2004)
- Третя премія конкурсу (2003) за почесне звання «Найгостріше перо Буковини»[5];

Регіональні відзнаки: Чернівецької обласної ради «За заслуги перед Буковиною»; 
медалі Чернівецької ОДА «До 100-річчя Буковинського віча»; «Вдячна Буковина».